# Misa Telefoni Retzlaff
Misa Telefoni Retzlaff, född den 21 maj 1952 i Apia, Samoa, är en samoansk politiker som var vice premiärminister i Samoa mellan 2001 till 2011, han är ättling av Nelsonsläkten.

## Biografi
Hermann Theodor Misa Telefoni Retzlaff föddes i Apia som barn till tyskättade Hermann Paul Retzlaff och dennes hustru Piliopo Joyce Rosabel Nelson, tredje dottern till svenskättade Olaf Frederick Nelson. Retzlaffs släkt invandrade till Samoa i början på 1900-talet.
Misa Telefoni är gift med Sarah Young. År 2005 skrev han som H.T. Retzlaff novellen "Love and Money" och "To Thine Own Self Be True", en sammanställning av hans tal och skrifter kom ut 2006.
Han har varit politiskt aktiv sedan 1988 och ibland innehaft flera ämbeten samtidigt.

### Politisk karriär
- Samoas kronjurist 1986 - 1988
- ledamot i Fono (det lokala parlamentet) 1988 - 2011
- Jordbruksminister 1991 - 1996
- Hälso- och sjukvårdminister 1996 - 2001
- Finansminister 2001 - 2006
- Vice premiärminister 2001 - 2011
- Arbetsmarknadsminister 2006 - 2011